# التماس

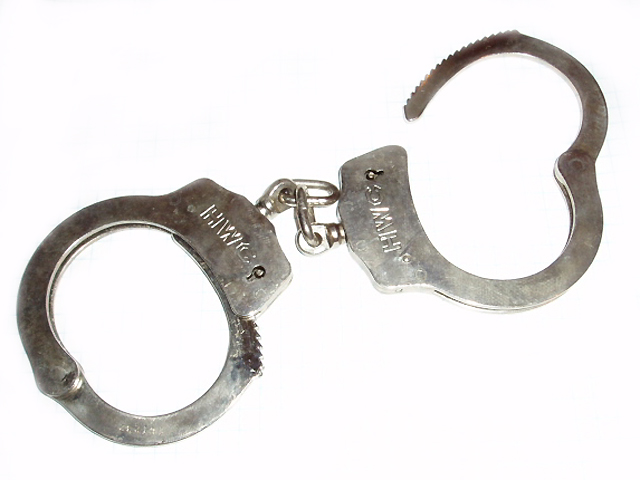
أصفاد الشرطة

الالتماس الطلب مع التساوي بين الآمر والمأمور في الرتبة. ويطلق على الطلب بأمس الحاجة. وهو أيضا عبارة عن طلب العون أو تقديم عريضة، أو عرض تجاري. وأما في القانون الجنائي، يعبر به عادة عن عرض البضائع والخدمات، أو السعي في شراء هذه البضائع والخدمات. بينما يحدد الوضع القانوني الالتماس بالوقت والمكان حدوث الالتماس في الجريمة أو أيهما. 